# Dallas Open 2023
Dallas Open 2023 a fost un turneu de tenis masculin jucat pe terenuri cu suprafață dură acoperite. A fost cea de-a 2-a ediție a Dallas Open și a făcut parte din seria ATP 250 din Circuitul ATP 2023. A avut loc la Styslinger/Altec Tennis Complex din Dallas, Texas, între 4 și 12 februarie 2023.

## Campioni

### Simplu
Pentru mai multe informații consultați Dallas Open 2023 – Simplu

### Dublu
Pentru mai multe informații consultați Dallas Open 2023 – Dublu

## Puncte & Premii în bani

### Distribuția punctelor
| Probă  | C   | F   | SF | QF | R16 | R32 | Q   | Q2  | Q1  |
| Simplu | 250 | 150 | 90 | 45 | 20  | 0   | 12  | 6   | 0   |
| Dublu* | 250 | 150 | 90 | 45 | 20  | 0   | N/A | N/A | N/A |

*per echipă

### Premii în bani
| Probă  | C        | F       | SF      | QF      | R16     | R32    | Q2     | Q1     |
| Simplu | $107,770 | $62,865 | $36,960 | $21,415 | $12,435 | $7,600 | $3,800 | $2,070 |
| Dublu* | $37,440  | $20,040 | $11,740 | $6,560  | $3,870  | N/A    | N/A    | N/A    |

*per echipă